# Itaim Bibi
Itaim Bibi est un district situé dans la zone ouest de la ville de São Paulo et est administré par la sous-préfecture de Pinheiros.
Populairement et dans certains reportages, la région appartenait autrefois à la zone sud, mais est administrée par la sous-préfecture de Pinheiros, étant officiellement intégrée à la zone ouest. Le changement administratif a eu lieu en 2002, sous l'administration de Marta Suplicy, jusqu'alors elle faisait partie de la zone Centre-Sud (zone sud), administrée par la sous-préfecture de Santo Amaro,,.
La zone du quartier est limitée par la Pinheiros, l'Avenue Cidade Jardim, l'Avenue Nove de Julho, l'Avenue São Gabriel, Avenue Santo Amaro, l'Avenue Roque Petroni Jr., jusqu'à arriver à nouveau à la Pinheiros.
Il couvre des quartiers tels que Vila Olímpia, célèbre pour sa vie nocturne animée, avec ses restaurants et ses discothèques, et pour abriter les bureaux d'entreprises nationales et internationales.

## Histoire
Le District de la Paix d'Itaim a été créé par le décret d'État n° 6 731 du 4 octobre 1934. La région qui compose le quartier actuel a ses origines liées à des propriétés rurales du XIXe siècle, qui à l'avenir engendreraient ses quartiers actuels. Il a conservé des caractéristiques rurales jusqu'au début du XXe siècle.
L'une des plus anciennes propriétés appartenait au général José Couto de Magalhães, qui, bien que mineiro de Diamantina, était diplômé en droit de la Faculté du Largo São Francisco et était président de l'État de São Paulo. La zone achetée en 1896 par l'homme politique était de faible valeur, car elle souffrait des crues constantes de la rivière Pinheiros, servant aux loisirs de ses propriétaires.
Au fil des ans, il s'appelait Chácara do Itahy, Itahy signifie « caillou », « petite pierre » en langue tupi ; son siège était situé sur l'actuelle rua Iguatemi, connue sous le nom de Casa Bandeirista do Itaim : la maison, actuellement en ruines, a été classée par le patrimoine historique. Les héritiers de José Vieira étaient chargés du lotissement de la zone, du lotissement de la ferme, vendue en petits lots à des Italiens qui produisaient des légumes. Cette région a formé de nombreux quartiers actuels du district, tels que Itaim Bibi et Chácara Itaim. Les immigrants portugais possédaient également des terres dans les zones les plus élevées de la région.
Une autre ferme importante était la Casa Grande, un grand domaine appartenant à Chico Mimi, situé à l'intersection de l'actuelle avenida Morumbi, Brito Peixoto et Godoy Colaço. En 1832, la région a été incorporée à la municipalité de Santo Amaro, qui a existé jusqu'en 1935, date à laquelle elle a été incorporée à la municipalité de São Paulo. Cette zone formait le quartier de Vila Cordeiro.
Le début du XXe siècle a apporté le développement de la région, apportant le passage des lignes de tramway, le transport collectif de l'époque, à travers le quartier « cinquième détour » (le futur quartier de Brooklin Paulista). Dans les années 1920 et 1930, plusieurs propriétés rurales et espaces verts ont été subdivisés et réunis, formant les quartiers de Vila Olímpia et Brooklin. Les zones inondables, moins valorisées, étaient occupées par des moyennes et grandes industries, des sablières et des poteries, fournisseurs de matières premières pour la construction. À partir de la seconde moitié du siècle, il y a un changement progressif dans le commerce de quartier, il s'est développé et a cessé de desservir uniquement ses quartiers, commençant à desservir d'autres zones également, perdant son caractère populaire et industriel, devenant une région riche.

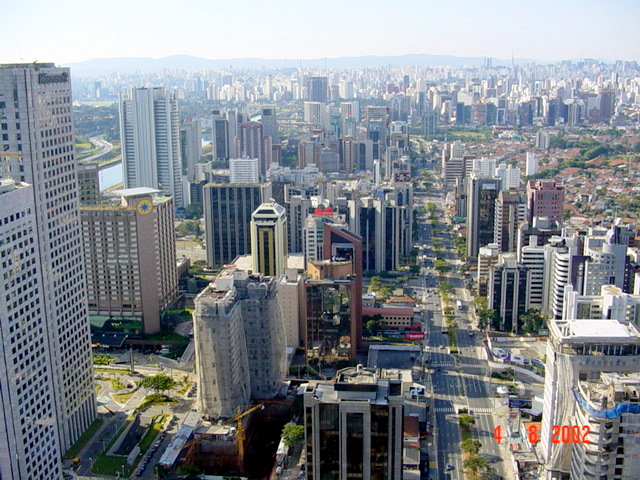
Brooklin, avec l'Avenue Engenheiro Luís Carlos Berrini.

À la fin des années 1970, de nouvelles routes ont été créées dans la ville, telles que l'avenue Engenheiro Luís Carlos Berrini et l'avenue Presidente Juscelino Kubitschek. En raison du coût élevé des terrains sur les avenues Paulista et Faria Lima, les quartiers de Vila Olímpia et Brooklin, où ils se trouvent, sont devenus des centres financiers secondaires de la ville. Jusqu'aux années 1990, certaines parties du district souffraient d'inondations constantes de la rivière Pinheiros et de ses affluents, ce qui a entraîné une dévaluation et un manque d'intérêt pour l'immobilier sur le territoire du district.
Pour changer ce scénario, il a bénéficié d'importants investissements publics, réalisés par la Mairie, avec des améliorations de ses voiries et des travaux de lutte contre les inondations. Cela a suscité un intérêt privé qui, après avoir réalisé l'intense appréciation des propriétés existantes, a investi dans une technologie de pointe, apportant des bâtiments modernes et des méga-projets à Itaim.

## Actualité

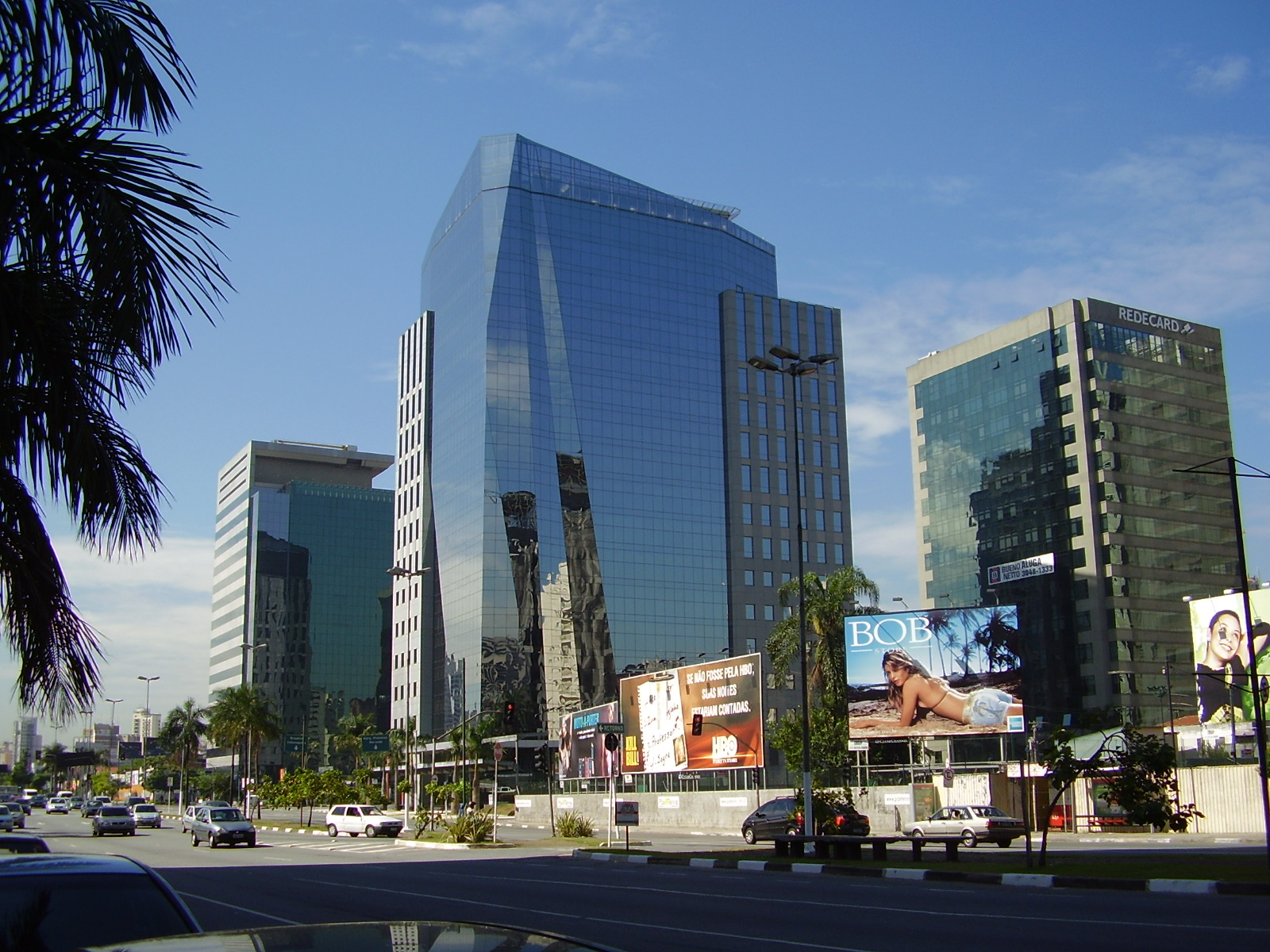
Vila Olímpia.

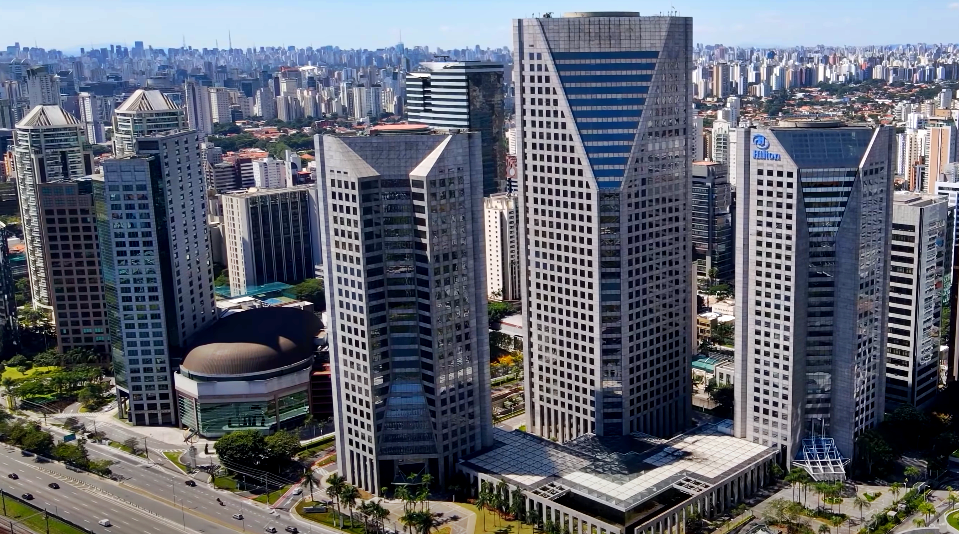
Vue du Centro Empresarial Nações Unidas depuis la Marginal Pinheiros.

Drapeau d'Itaim Bibi, d'autorie par Bernardo Muylaert Tinoco, et institué par la loi 15 013/2009. Proportions : 7:10 (hauteur:largeur).

Le district abrite le quartier de Vila Olímpia, grand centre financier de la ville. En eux et dans leurs environs, tels que les quartiers de Vila Cordeiro, Itaim Bibi, Vila Olímpia et Vila Gertrudes, se trouvent de nombreux bureaux de multinationales et d'entreprises de haute technologie telles que : Google, Nestlé, Internet Group, Yahoo!, Facebook, B2W Digital, Qualcomm, Intel, Symantec, Microsoft, Thomson Reuters, Barclays, Credit Suisse, Goldman Sachs, Terra Networks, Nokia, Samsung et HP. Autres sièges sociaux : Red Bull, Klabin, Tecnisa, Unilever, Heineken, EDP, CCR, EcoRodovias, Alpargatas SA, Italac, Nestlé, P&G, The Walt Disney Company, CSN, Monsanto, Novartis et Ducoco Produtos Saudáveis.
En bordure de Marginal Pinheiros, il est possible d'observer les nouveaux monuments architecturaux de la ville, tels que : le pont Octávio Frias de Oliveira, l'hôtel Hyatt, le siège de TV Globo São Paulo, la place RochaVerá, le Centro Empresarial Nações Unidas, le World Trade Center São Paulo, l'ancien siège de BankBoston et l'édifice Plaza Centenário.
Il est célèbre pour sa vie nocturne animée, avec ses restaurants, ses discothèques et ses centres commerciaux tels que : Brascan Open Mall, Market Place Shopping Center, Shopping Vila Olímpia et D&D Shopping.
Depuis 2019, le quartier abrite le Centre Culturel de la Diversité (LGBTQ+), une forme d'hétérotopie au sein de cet ensemble de gratte-ciels.

## Districts limitrophes
- Pinheiros (Nord)
- Jardim Paulista (Nord-Est)
- Moema (Est)
- Campo Belo (Sud-Est)
- Santo Amaro (Sud)
- Vila Andrade (Sud)
- Morumbi (Sud)